# Галерея сакрального мистецтва (Музей "Дрогобиччина")
Галерея сакрального мистецтва (Картинна галерея) — структурний підрозділ музею «Дрогобиччина».

## Історія
21 вересня 1996 відбулося відкриття першої за всю історію існування міста картинної галереї — художнього відділу музею Дрогобиччина. Поштовхом до цього стало у 1992 році рішення міської влади про передачу будівлі міського «Палацу щастя» (Дрогобицького РАЦСу) для потреб музею «Дрогобиччина». Відтоді будівля по вулиці Січових Стрільців, 18 стала музейним об'єктом, де було відкрито експозицію Картинної галереї. Внаслідок чергової музейної реорганізації у 2010 році тут було відкрито відділ сакрального мистецтва.

## Експозиція галереї
Експозиція знайомить відвідувача із творчістю провідних майстрів краю, висвітлюючи, насамперед, здобутки Дрогобицького мистецького осередку, як важливого центру малярства, різьбярства і золотарства у XVII–XVIII ст.
Головною метою створення експозиції було бажання належним чином представити для широкого публічного огляду високохудожні твори майстрів-іконописців, які жили і творили у Дрогобичі і для Дрогобича.
Сьогодні Галерея сакрального мистецтва музею «Дрогобиччина» представляє пам'ятки іконопису кін. XVI — I пол. ХХ ст., скульптури ІІ пол. XV–XIX ст., декоративної різьби XVIII ст., кованих виробів XVII–XVIII ст., рукописів, стародруків та священичого релікварію XVII–XIX ст.
У шести експозиційних залах демонструються роботи народних, невідомих майстрів, а також твори фахових художників, таких як Стефан попович Медицький, Іван Медицький, о. Василь Глібкевич, о. Петро Метельський, Ян Квятковський. Окремо представлені твори дрогобицького золотаря Івана Черніговича і різьбяра Лукаша Зайдакавича, художників кола Станіслава Строїнського та Теофіла Копистинського, Осипа Куриласа, Антона Пилиховського (Володимирського).
Усі представлені в експозиції пам'ятки є освяченими, тобто сакральними й такими, що стосуються релігійного культу й ритуалу.

## Будівля музею
Відділ сакрального мистецтва знаходиться в будинку палацового типу, спорудженому на поч. ХХ ст. у стилі пізньої сецесії. Першим власником палацу був дрогобицький магнат і віце-бурмістр Дрогобича Якоб Файєрштайн (Jakob Feurstein). Є відомості про те, що Я. Ф. використовував цей палац для урочистих прийомів високоповажних гостей міста і, зокрема, гостей заводу «Галіція».
Від часу створення екстер'єр споруди залишився практично незмінним. Чого не можна сказати про інтер'єр будинку, який втратив первинний вигляд у повоєнні роки, через те, що тут поселилися члени родин офіцерів радянської армії. У цьому будинку від 60-х функціонував міський РАЦС. Із 1996 року будівля стала музейним об'єктом і там було створено експозицію Картинної галереї.